# Helianthemum coulteri
Helianthemum coulteri es una especie de la familia Cistaceae.

## Clasificación y descripción
Planta subarbustiva o herbácea, decumbente a erecta, de 10 a 20 (40) cm de alto, estrellado-pubescente (a veces también provista de pelos simples); tallos esparcidamente ramificados desde la base; hojas sobre peciolos hasta de 2 mm de largo, lámina elíptico-oblonga a elíptica o algo espatulada, de (0.8) 1.5 a 3.5 (4.5) cm de largo y de 0.5 a 1.5 (2) cm de ancho, ápice obtuso a agudo, a veces apiculado, base cuneada, borde a veces tendiendo a ser revoluto, nervaduras media y varias laterales evidentes, prominentes en el envés, estrellado-pubescente en ambas caras, haz verde, envés blanquecino muy densamente cubierto de pelos estrellados brillantes; flores de dos tipos dispuestas en cimas corimbiformes terminales densas, pedicelo y cáliz diminutamente estrellado-tomentosos, a veces además con pelos largos simples o estrellados con ramas largas entremezclados, bractéolas lineares a lanceoladas; flores casmógamas con pedicelos de 2 a 12 mm de largo (hasta 17 mm en el fruto), porción libre de los sépalos exteriores linear a lanceolada, de 2 a 4.2 mm de largo y 0.4 a 1 mm de ancho, sépalos interiores ampliamente ovados, mucronados a acuminados, de 4 a 6.5 mm de largo y 3 a 5 mm de ancho (cáliz acrescente hasta de 12 mm de largo y 7 mm de ancho en el fruto) a veces rojizos y con el borde escarioso, amarillento, pétalos amarillos, ampliamente obovados, de 4 a 10 (12) mm de largo y de 3. 5 a 9 (12) mm de ancho, estambres 16 a 30, estilo de 0.3 mm de largo, cápsula ampliamente ovoide a subglobosa, de 3.5 a 6.5 mm de largo y de 3 a 6 mm de ancho, semillas 16 a 56, papilosas; flores cleistógamas de menores dimensiones que las casmógamas, estambres 5 (a 8), cápsula de 3 a 4.5 mm de largo y de 3 a 4.2 mm de diámetro, semillas 8 a 22.

## Distribución
Distribuida en México en una parte de la Altiplanicie y en la Sierra Madre Oriental: Nuevo León, San Luis Potosí, Guanajuato., Querétaro., Hidalgo., Michoacán, México, Distrito Federal, Puebla, Veracruz y Centroamérica.

## Ambiente
Especie escasamente en los sitios de estudio, sin embargo se encuentra presente tanto en Guanajuato como en Querétaro y Michoacán, en lugares abiertos, algo perturbados, a la orilla o en medio de encinares. Altitud 1700-2700 m s. n. m. Floración de marzo a diciembre.

## Estado de conservación
No se encuentra bajo algún estatus de protección.